# Hatari
Hatari (islandski "Mrzitelji") je islandski techno, industrial i punk rock sastav iz Reykjavika. Članovi sastava su Klemens Nikulásson Hannigan, Matthías Tryggvi Haraldsson i Einar Hrafn Stefánsson, dok su plesači koji sudjeluju u spotovima i na nastupima uživo Sólbjört Sigurðardóttir, Sigurður Andrean Sigurgeirsson i Ástrós Guðjónsdóttir. Predstavljali su Island na Izboru za pjesmu Eurovizije 2019. s pjesmom Hatrið mun sigra gdje su završili deseti u velikom finalu. Članovi sastava bore se protiv kapitalizma, populizma, korupcije te protiv izraelske okupacije nad Palestinom.

## Eurovizija 2019.
U siječnju 2019. je potvrđeno da će Hatari nastupati na Söngvakeppnin 2019, islandskom natjecanju za nastup na Izboru za pjesmu Eurovizije 2019. U ožujku su pobijedili zbog čega su izabrani da predstavljaju Island u svibnju na Eurosongu.
Sastav se pred početak natjecanja pojavljivao u medijima zbog izjava o Izraelskoj okupaciji Palestine. Jon Ola Sand, izvršni nadzornik Europske radiodifuzijske unije, upozorio ih je da će biti diskvalificirani ako će političke izjave dovesti na pozornicu. Hatari su predstavljali Island na Izboru za pjesmu Eurovizije 2019. s pjesmom Hatrið mun sigra gdje su završili deseti u velikom finalu. Tijekom proglašenja rezultata, razvili su natpise s zastavom Palestine. Još je upitno hoće li Europska radiodifuzijska unija kazniti islandsku televiziju RÚV.

## Diskografija
Sastav je objavio 5 pjesama, te jedan album.

### Albumi
| Naslov     | Detalji                                                              |
| ---------- | -------------------------------------------------------------------- |
| Neysluvara | - Datum izdanja: 31. listopad 2017 - Izdavačka kuća: Svikamylla ehf. |

### Pjesme
| Naslov | Godina | Najviša pozicija na ljestvici | Album |
| ------ | ------ | ----------------------------- | ----- |

| "Ódýr"                 | 2017. | — | Neysluvara          |
| "X"                    | 2017. | — | Neysluvara          |
| "Spillingardans"       | 2018. | — | Singlovi bez albuma |
| "Hatrið mun sigra"     | 2018. | — | Singlovi bez albuma |
| "Klefi / Samed (صامد)" | 2018. | — | Singlovi bez albuma |